# Jakub Arbes
Jakub Arbes ur. 12 czerwca 1840 w Smichowie (obecnie dzielnica Pragi), zm. 8 kwietnia 1914 tamże, pseudonim liryczny J.J. Merklínský (1860), pseudonim publicystyczny J. Svoboda – czeski prozaik, krytyk i dziennikarz, zwolennik literackiej grupy Májovci (Majowcy) i twórca nowego nurtu zwanego romanetto.

## Życiorys

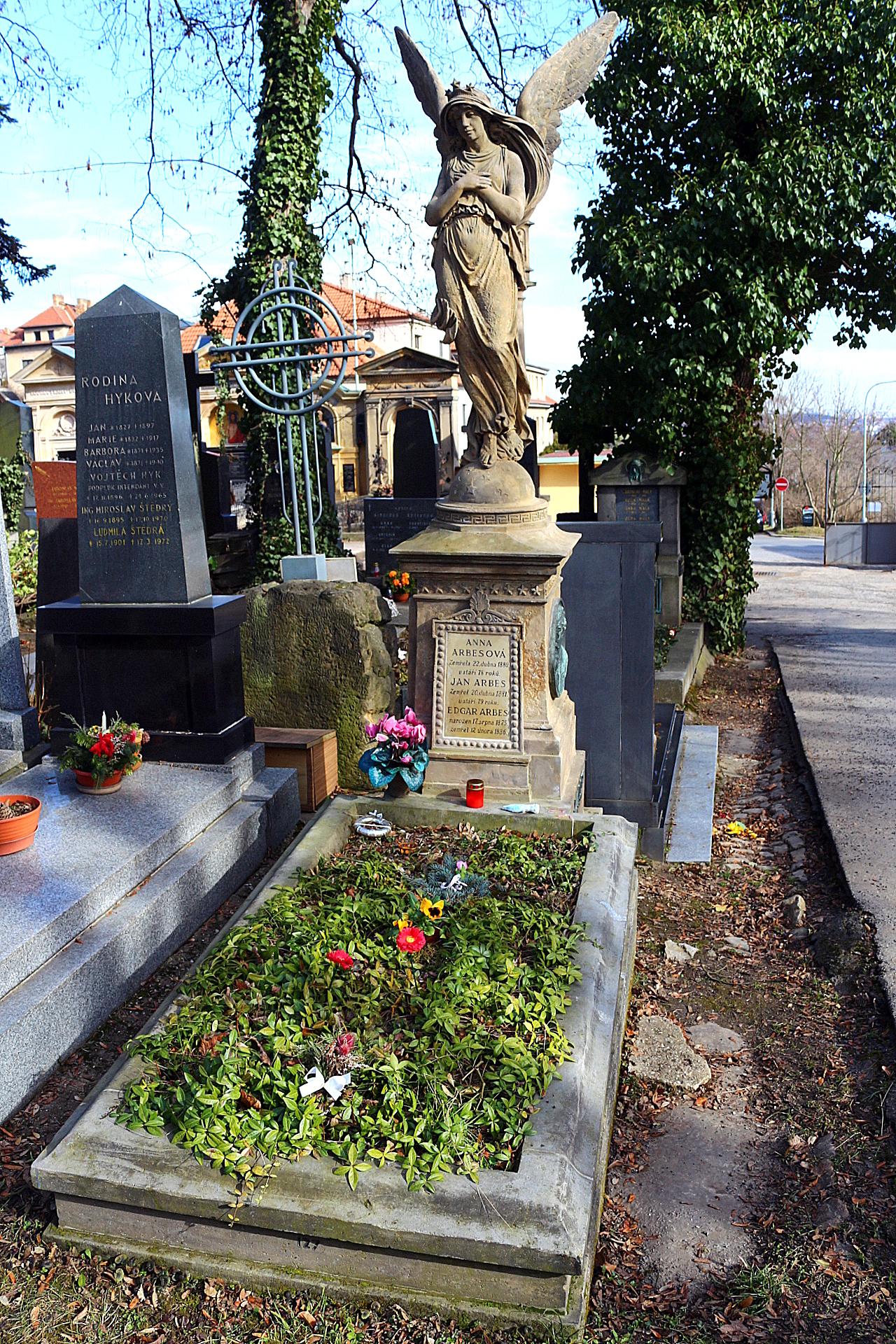
Grób Jakuba Arbesa na cmentarzu Malvazinky

Był synem praskiego szewca. Świadomość narodową zyskał w latach szkolnych pod wpływem m.in. Jana Nerudy i bolzanisty P. F. Schneidera. Wspomnienia rewolucyjnych wydarzeń 1848 r., szybki rozwój Pragi i zmiany w monarchii habsburskiej po odejściu od modelu absolutystycznego rozbudziły w nim zainteresowanie ruchem społecznym oraz przyczyniły się do udziału w czeskim życiu politycznym. Poświęciwszy się dziennikarstwu i pracy literackiej, był prawie całe życie związany z Pragą jako redaktor i współpracownik różnych czasopism: Hlas, Vesna kutnohorská, młodoczeskiego Národní listy, którego był redaktorem naczelnym. Sądzono go i więziono za poglądy polityczne oraz obronę praw narodowych. Arbes poznał socjalistów utopijnych, a także współczesnych anarchistów, brał udział w wydarzeniach Komuny Paryskiej; jego własny światopogląd kształtowały tradycje materializmu mechanistycznego i racjonalizmu, pozytywistyczny entuzjazm dla nauk przyrodniczych i ścisłych, zdecydowana niechęć do religijnych i irracjonalnych koncepcji świata oraz życia ludzkiego. W latach 1880–1890 był liderem grupy dyskusyjnej Mahábhárata, która zbierała się w piwiarni U Tomáše. Od 1900 r. skupił wokół siebie młodych literatów z kręgu czasopisma „Moderní revue”.
Zmarł w 1914. Został  pochowany na cmentarzu Malvazinky.

## Twórczość
Wkraczał do literatury z końcem lat 60. XIX w., ale do największych osiągnięć doszedł dużo później. Pisał sprawozdania sądowe, artykuły polityczne i ekonomiczne, uprawiał publicystykę społeczną, felietony, glosy, recenzje, reportaże. Był doradcą literackim w praskim Teatrze Tymczasowym. Od 1879 r. poświęcił się wyłącznie pracy literackiej o charakterze społecznym.
Twórczość beletrystyczna Arbesa, którą uprawiał od lat 60., gatunkowo wzbogaciwszy ją o tzw. romanetto, uformowane została pod wpływem powieści Juliusza Verne’a i nowel Edgara Allana Poe. Romanetto łączy pełną napięcia, tajemniczą i sensacyjną akcję z logicznym, racjonalnym jej rozwiązaniem, przy czym niezwykłe zjawiska i fakty znajdują wyjaśnienie w naukach przyrodniczych i ścisłych. W ten nowy sposób zaspokajał Arbes tradycyjne upodobania czytelników prozy fantastycznej i sensacyjnej, wprowadzając równocześnie do swoich książek problematykę filozoficzną i myśl nowoczesną. Na takich założeniach oparte są romanetta Ďábel na skřipci (Diabeł na mękach, 1866), Svatý Xaverius (Święty Ksawery, 1873) czy najbardziej znany Newtonův mozek (Mózg Newtona, 1877), w którym obraz dziejów ludzkości w perspektywie przyszłości ukazany został w duchu teorii Darwina i złagodzony zlaicyzowaną ideą humanitaryzmu. W romanettach późniejszych, takich jak Ethiopská lilie (Etiopska lilia, 1879), Advokat chud’asů (Adwokat nędzarzy, 1881), Lotr Gólo (Łotr Gólo, 1886) Arbes wysuwał problem zależności psychiki i losu ludzkiego od środowiska społecznego, obierając zwykle za bohatera jednostkę utalentowaną, której możliwości zostały zmarnowane na skutek zewnętrznych warunków ekonomicznych i społecznych.
Równocześnie dążył Arbes do napisania szeroko zakrojonej powieści o tematyce społecznej. Próbą tego rodzaju są Kandidáti existence (Kandydaci egzystencji, 1878), do których inspiracją stały się idee socjalizmu utopijnego; następnie Moderní upíři (Nowoczesne upiory, 1879) – ostra krytyka praktycznego zastosowania kapitalistycznej teorii ekonomicznej z podtytułem Obraz handlowego świata praskiego; wreszcie nie ukończona powieść Štrajchpudlíci (Robotnicy manufaktur, 1883) będąca w zamierzeniu kroniką z życia praskich robotników w l. 1824-48. Zasługą Arbesa jest, że jako jeden z pierwszych za temat powieści obrał problematykę robotniczą i że żywo reagował na ówczesne sprawy społeczne. Nie wyszedł jednak poza idee socjalizmu utopijnego, nie wyzwolił się też z dawnych konwencji powieściowych, mimo że czerpał również ze wzorów nowoczesnych. Popadał w dłużyzny; często też nad całością ciążył widoczny pośpiech. Pożyteczną rolę spełniały też historycznoliterackie i psychologiczne szkice Arbesa poświęcone twórcom narodowym (Másze, Smetanie i innym). Arbestowską tradycję powieści społecznej kontynuował w dojrzałym okresie swej twórczości Antal Stašek.
W latach '90 Arbes poświęcił się głównie publicystyce literackiej i teatralnej. Wydał trzy tomy studiów: Nesmertelní pijáci (Nieśmiertelni pijacy, 1906), Záhadné povahy (Zagadkowe charaktery, 1909), Z duševní dílny básíků (Z duchowego warsztatu poetów, 1915).

### Romanetta
- Ďábel na skřipci (1865)
- Elegie o černých očích (1865–1867)
- Svatý Xaverius (1872)
- Akrobati (1878)
- Kandidáti existence (1878)
- Ethiopská lilie (1879)
- Zborcené harfy tón (1885–1886)
- Lotr Gólo (1886)
- Newtonův mozek (1887)
- Duhový bod nad hlavou (1889)
- Duhokřídlá Psýché (1891)
- Sivooký démon
- Zázračná madona
- Ukřižovaná

### Nowele, opowiadania i powieści
- Moderní upíři (1879)
- Štrajchpudlíci (1883)
- Mesiáš (1883)
- Anděl míru (1889)
- Kandidáti existence (1878)
- Český Paganini
- Záhadné povahy
- Z duševní dílny básníků

### Publicystyka
- Epizody
- Pláč koruny české neboli
- Nová persekuce
- Nesmertelní pijáci (1906)
- Záhadné povahy (1909)
- Z duševní dílny básíků (1915)